# Mesochorus matucanae
Mesochorus matucanae är en stekelart som beskrevs av Dasch 1974. Mesochorus matucanae ingår i släktet Mesochorus och familjen brokparasitsteklar. Inga underarter finns listade i Catalogue of Life.